# Kuo Ming-fong
Kuo Ming-fong (chinesisch 郭名鳳, Pinyin Guō Míngfèng) (* 31. März 1955; † 11. März 2001) war eine chinesische Germanistin.

## Leben und Werk
Kuo Ming-fong wurde in Fengshan bei Kaohsiung in Südost-Taiwan geboren. Ihre Mutter Liu Shumei war die Tochter eines Großgrundbesitzers in Shandong. Diese floh ohne ihre Familie gegen Ende des Bürgerkriegs, als sie 16 Jahre alt war. 
Ihr Vater Kuo Jen wurde in der Provinz Jiangxi (oder Kiangsi) geboren. Kuo Mingfong war die älteste Tochter. Sie wuchs auf in Fongshan (oder Fengshan) und später in einem Dorf in der Nähe von Pindong. Sie besuchte Schulen in Fongshan und in Pindong, wo sie ihr Abitur ablegte. Ein Stipendium ermöglichte ihr ein Studium der deutschen Sprache und Literatur an der Tamkang-Universität in Tamsui.
Von 1979 bis 1980 studierte sie an der katholischen Fu Jen Universität in Taipei. Nach ihrer Promotion an der Universität Bochum war sie 1988 bis 1989 Assistenzprofessorin an der Fu Jen Universität. Von 1989 bis 1993 hatte sie eine Gastprofessur an der Universität Ulm. Danach war sie bis zu ihrem frühen Tod Assistenzprofessorin an der Tamkang-Universität.
Ihr Buch über Siegfried Lenz behandelt alle bis zum Erscheinen dieser Untersuchung veröffentlichten Werke von Lenz, trägt den Titel: „Das Romanwerk von Siegfried Lenz. Unter besonderer Berücksichtigung des Romans Das Vorbild“. Diese Untersuchung weist den fundamentalen Realismus der Schreibweise von Lenz nach, z. B. den detaillierten Bezug zur Lebensgeschichte von Simone Weil und die Bezüge zur Studentenbewegung in Deutschland im Anschluss an den Mai ’68 in  Frankreich.

## Schriften
- Das Romanwerk von Siegfried Lenz. Peter Lang. Bern 1991. ISBN 978-3-63140857-5
- Ming-fong Kuo and Andreas Weiland: Modern Literature in Post-War Taiwan. In: Intercultural Studies, Nr. 1. 2003, abgerufen am 17. Mai 2024. (englisch)
- Germanistik in Taiwan. Entwicklung und Perspektiven, dargestellt am Beispiel der Fu-Jen-Universität, in: Symposium: Deutsche Literatur und Sprache aus ostasiatischer Perspektive. 1991. (Veröffentlichungen des Japanisch-Deutschen Zentrums Berlin.)